# 大久保忠方
大久保 忠方（おおくぼ ただまさ）は、江戸時代中期の大名。相模国小田原藩の第3代藩主。小田原藩大久保家5代。官位は従四位下・大蔵少輔、大炊頭。

## 生涯
元禄5年（1692年）6月15日、4代藩主・大久保忠増の6男として江戸で生まれる。兄が早世したために世子に指名され、正徳3年（1713年）の父の死去により家督を継いだ。このとき、弟の宇津教保に6000石を分与している。
藩財政が苦しかったため、父のように幕閣入りはせず、倹約による財政再建に努めた。しかし物価高騰で領民は困窮し、小作人は増加して農業は衰退し、小田原宿助郷騒動が起こるなどして藩内は混乱が続き、財政難も解消されなかった。
享保17年（1732年）10月3日に江戸で病死した。享年41。跡を長男の忠興が継いだ。

## 系譜
父母
- 大久保忠増（父）
- 石井氏 ー 側室（母）
- 松平忠弘の娘（養母）

正室
- 柳沢幾子 ー 柳沢吉保の養女、野宮定基の娘

側室
- 志摩氏

子女
- 大久保忠興（長男）生母は幾子（正室）
- 大久保忠紀
- 大久保忠章
- 石川総候正室
- 松平忠俔婚約者